# Kō Matsushita
Pour les articles homonymes, voir Matsushita.
Kō Matsushita (松下 耕, Matsushita Kō) est un chef de chœur et compositeur japonais.
Il naît le 16 octobre 1962 et grandit à Tokyo et sort premier de l'école de musique Kunitachi où il étudie la composition. Il travaille la direction de chœur à l'institut Kodaly de Kecskemét en Hongrie.
Il compose des pièces pour chœur très énergiques et connues en Europe et en Asie. Il étudie une méthode pour créer des harmonies sur l'idée suivante « une pratique du chœur pour développer les oreilles ». Il donne des cours et dirige des chœurs au Japon, à Taiwan et Singapour.
Il dirige aujourd'hui 10 chœurs avec certains desquels il remporte des prix et distinctions internationaux.

## Œuvres
- 狩俣ぬくいちゃ (Karimatanu Kuicha)